# Аллегретто Нуці
Аллегре́тто Ну́ці (також Аллегре́тто ді Ну́ціо; італ. Allegretto Nuzi, Allegretto di Nuzio; бл. 1315, Фабріано — 1373, там само) — італійський живописець.

## Біографія
Народився близько 1315 року у Фабріано. Ймовірно, навчався в місцевих майстрів, зазнав впливу художників Сієнської школи, а також живописної манери Джотто ді Бондоне.

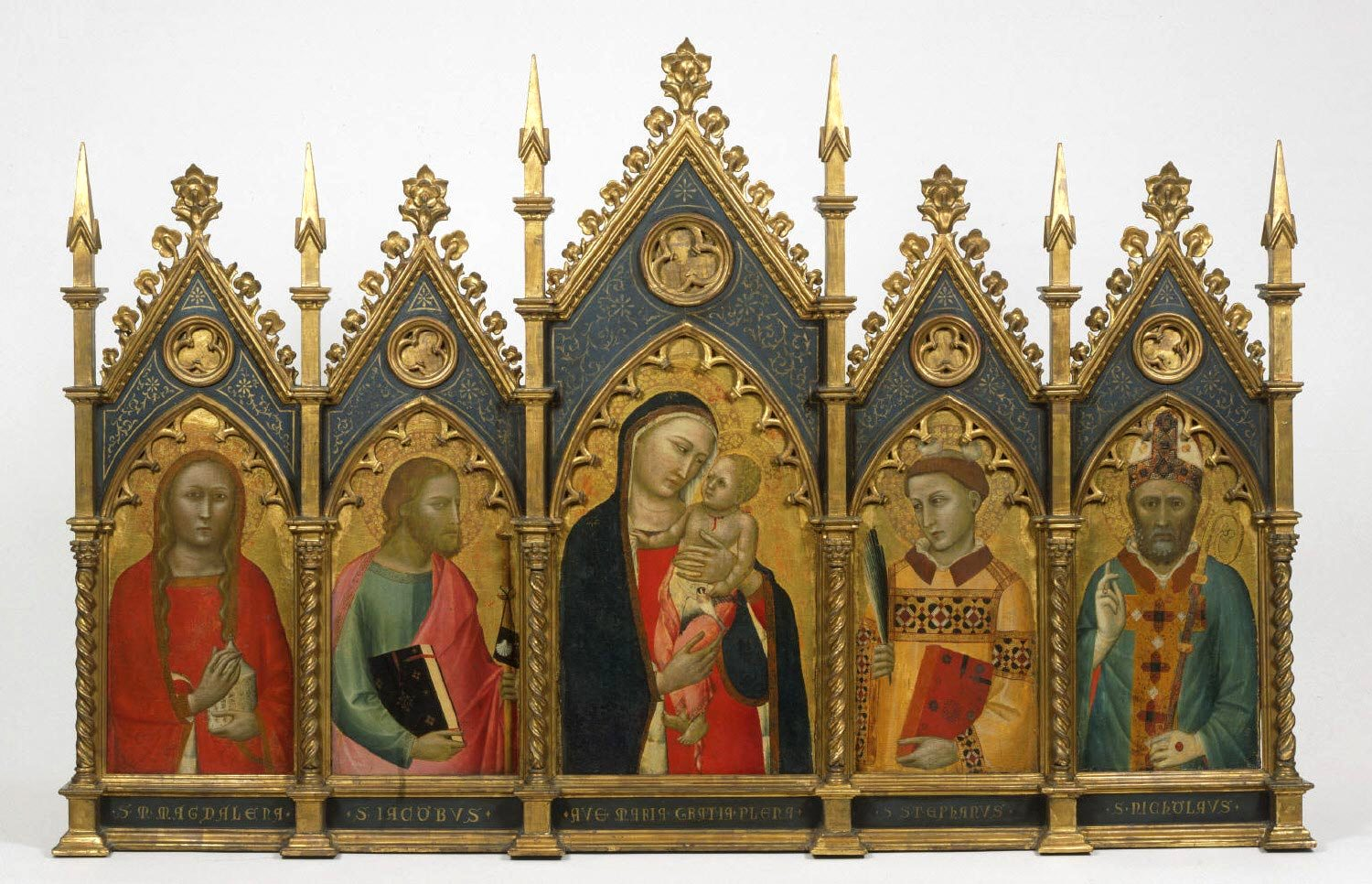
«Мадонна з немовлям зі святими Марією Магдалиною, Яковом Старшим, Стефаном і св. Єпископом», бл. 1346, Музей мистецтв, Філадельфія

Перша підписана і датована робота Нуці — «Маеста» (1345), виконана для церкви св. Домініка у Фабріано. Дві фрески в ризниці тієї ж церкви написані в схожій манері, після їхнього відновлення в середині 1970-х років, також стали приписувати пензлю художника. Одна з них, «Мадонна з немовлям», особливо виділяється своєю незвичною іконографією, тонким кольоровим рішенням і вишуканим моделюванням форми.
Художник помер у Фабріано в період між 26 вересня 1373 і 28 вересня 1374 років.